# Diego Daniel Bustos
Diego Daniel Bustos (n. Zavalla, Santa Fe, Argentina; 28 de abril de 1974) es un exfutbolista argentino que se desempeñaba como delantero. Su primer club fue Platense y se retiró en el Emelec de Ecuador en 2004.

## Clubes
| Club                | País      | Año       |
| ------------------- | --------- | --------- |
| Platense            | Argentina | 1993-1995 |
| Veracruz            | México    | 1995      |
| Ferro               | Argentina | 1995-1998 |
| Nantes FC           | Francia   | 1998-2000 |
| Argentinos Juniors  | Argentina | 2000-2001 |
| Lanús               | Argentina | 2001-2002 |
| Talleres de Córdoba | Argentina | 2002-2003 |
| Quilmes             | Argentina | 2003      |
| Emelec              | Ecuador   | 2004      |

## Datos y curiosidades
- Su debut profesional se produjo el 19 de septiembre de 1993 frente a Lanús por el Torneo Apertura 1993.
- Bustos es recordado por un partido jugado para Ferro el 26 de abril de 1998 en el marco del Torneo Clausura 1998 frente a Boca Juniors. Ese día Ferro goleó al equipo dirigido por Héctor Veira por 4 a 1 y Diego Bustos marcó tres de esos cuatro goles, redondeando así su tarde soñada. Un dato peculiar es que luego de ese día Bustos nunca más marcó una tripleta por partidos oficiales.[1]